# Stefano Condello
Stefano Condello (Palmi, 12 aprile 1930 – Taurianova, 1º aprile 1977) è stato un carabiniere italiano, appuntato vittima della 'ndrangheta e medaglia d'oro al valor militare.
In servizio presso il nucleo radiomobile del Comando Compagnia Carabinieri di Taurianova, in Calabria, era impegnato come altri nella lotta alla 'ndrangheta. A lui è stata intitolata una via nel suo paese natio, Palmi. 
Nato a Palmi in provincia di Reggio Calabria il 12 aprile 1930, fin da giovane decise di intraprendere la carriera militare, arruolandosi nell’Arma dei Carabinieri nel luglio del 1951. Dopo aver frequentato il corso di formazione presso il 3° Battaglione Allievi, con sede di formazione a Barletta, ottenne la nomina a Carabiniere all'inizio del 1952.
La sua carriera si svolse in diverse regioni italiane: iniziò presso la Legione di Napoli, poi fu trasferito in Sardegna presso la Legione di Cagliari. Nel 1960 venne trasferito a Messina e, alcuni anni dopo, precisamente nel 1964, fu assegnato alla Legione di Catanzaro, dove avrebbe prestato servizio fino alla fine della sua vita.
Nel 1960 sposò Grazia Incorvaia, originaria di Licata, comune della provincia di Agrigento. Dal loro matrimonio nacquero due figlie: Antonietta nel 1961 e Rosanna nel 1965. Anche durante questi anni segnati dalle lieti vicende familiari, Condello proseguì il suo lavoro spostandosi a Palermo nel 1970 e tornando poi a Messina nel 1974, prima di rientrare definitivamente in Calabria.
La sua vita si interruppe tragicamente il 1° aprile 1977, durante un'operazione condotta nei pressi di Taurianova (RC), in località Razzà:  fu coinvolto in uno scontro armato con alcuni membri della cosca mafiosa Avignone. Dopo aver affrontato e disarmato due criminali, fu raggiunto da altri aggressori e colpito mortalmente. Pur ferito in modo grave, continuò a combattere fino a quando, stremato, cadde a terra. 
In segno di riconoscimento per il suo eroismo, gli fu conferita alla memoria la Medaglia d’Oro al Valor Militare. 
Nel 1995, gli venne intitolato il 194° Corso Allievi Carabinieri Ausiliari.
A Stefano Condello è stata intitolata la caserma della Stazione Carabinieri di Scido (RC), comune ubicato nel cuore dell'Aspromonte,  ed una via nel suo paese natio, Palmi (RC). 

## Strage di Razzà
Nel pomeriggio del 1º aprile 1977 si trovava in servizio di perlustrazione con altri due colleghi nelle campagne di Taurianova, in contrada Razzà; durante il servizio i militari notarono un casolare isolato con auto parcheggiate davanti, tra cui quella di un pregiudicato della zona, e decisero di entrarvi, considerando che in quel periodo erano frequenti i sequestri di persona in Calabria.
Mentre l'appuntato Condello e il carabiniere Vincenzo Caruso si stavano avvicinando dalla casa, partirono diversi colpi d'arma da fuoco che scatenarono un violento conflitto tra i militari e i malviventi, che portò alla morte dei due carabinieri e dei due 'ndranghetisti Rocco e Vincenzo Avignone, della 'ndrina Avignone di Taurianova. Il terzo carabiniere, Pasquale Giacoppo, rimase illeso.
Questo evento è noto come "strage di Razzà", dalla località in cui si trovava il casolare; le successive indagini delle forze dell'ordine accertarono che nella cascina si stava svolgendo una riunione mafiosa per discutere di traffici illeciti e della spartizione di appalti pubblici. Lo sviluppo investigativo portò ad individuare 9 degli 11 partecipanti alla riunione (tanti erano i piatti sulla tavola imbandita) e a varie condanne comminate al termine del processo in corte d'assise a Palmi, il 21 luglio 1981, per oltre 200 anni di carcere totali